# Barruelo de Villadiego
Barruelo de Villadiego es una localidad situada en la provincia de Burgos, comunidad autónoma de Castilla y León (España), comarca de Odra-Pisuerga, ayuntamiento de Villadiego.

## Datos generales
Por su territorio cruza la carretera autonómica  BU-621  que une Villadiego con la carretera  N-627  (carretera de Aguilar de Campoo) por Humada y Quintanas de Valdelucio.
 Bañado por el arroyo de Jarama, tributario del río Brullés por su margen derecha.

Se encuadra en la archidiócesis de Burgos, vicaría Norte, arciprestazgo de Amaya.
Wikimapia/Coordenadas: 42°32′55″ N 4°1′18″ O

## Situación administrativa
Entidad Local Menor cuyo alcalde pedáneo es José Ignacio de la Hera.

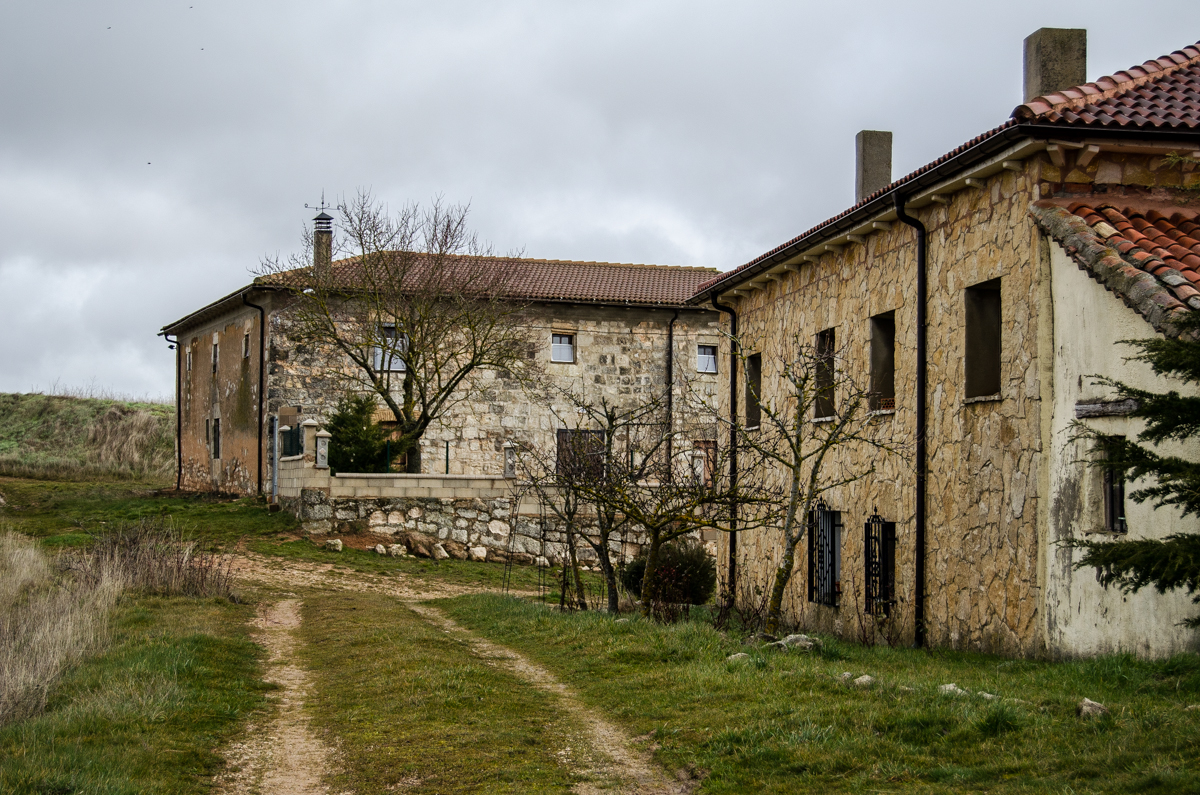
Casas de la parte de arriba del pueblo.

## Historia
A los primitivos pobladores del territorio en que se enclava se les designa por los geógrafos de la antigüedad como Murbogos, Turmódigos o Turmogos.
Barruelo es una de las siete villas de Diego que existieron en la antigüedad y la única, junto con Villadiego, que subsiste. Las otras eran San Esteban, San Cristóbal, Tudanca de Arriba, Tudanca de Abajo, Mora y el primitivo villorrio de Villadiego.
En el censo de Floridablanca de 1787 aparece como barrio perteneciente a lavilla de Villadiego, incluida en la jurisdicción de Villadiego, dentro del partido de Villadiego, que era uno de los catorce componentes de la Intendencia de Burgos entre 1787 y 1833.

## Patrimonio

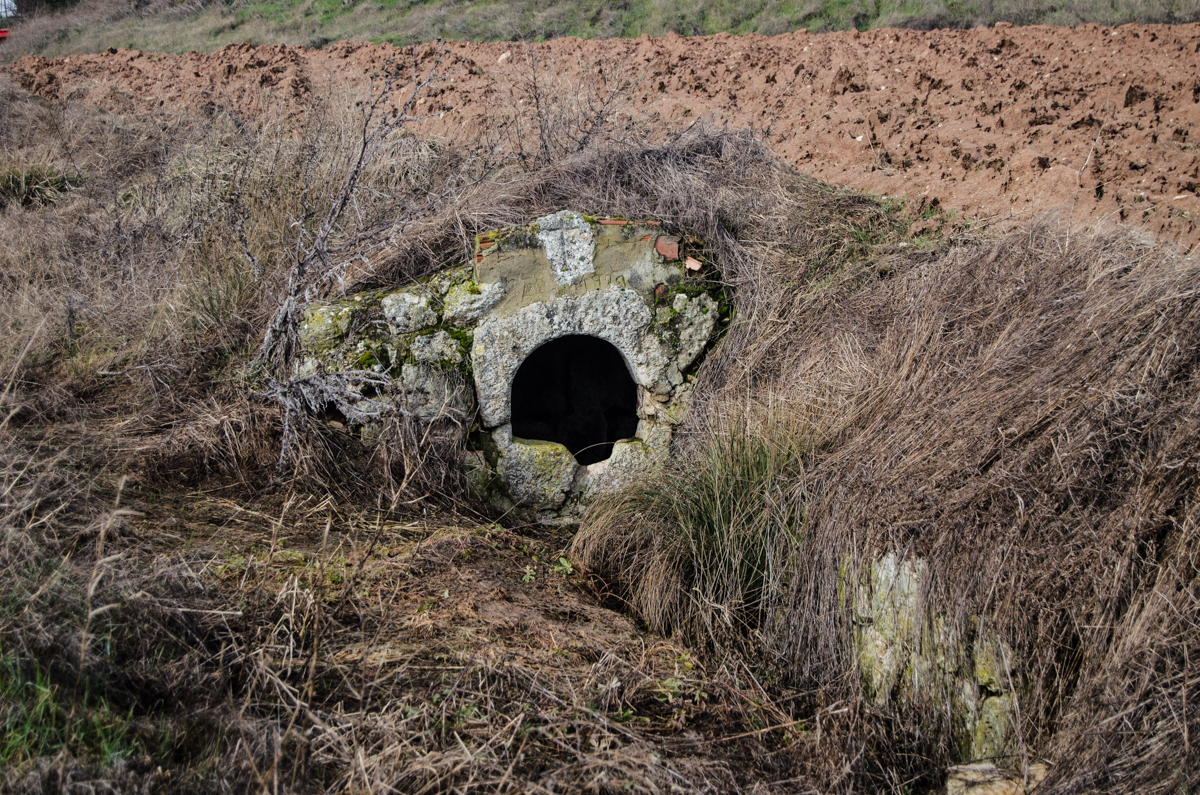
Fuente vieja.
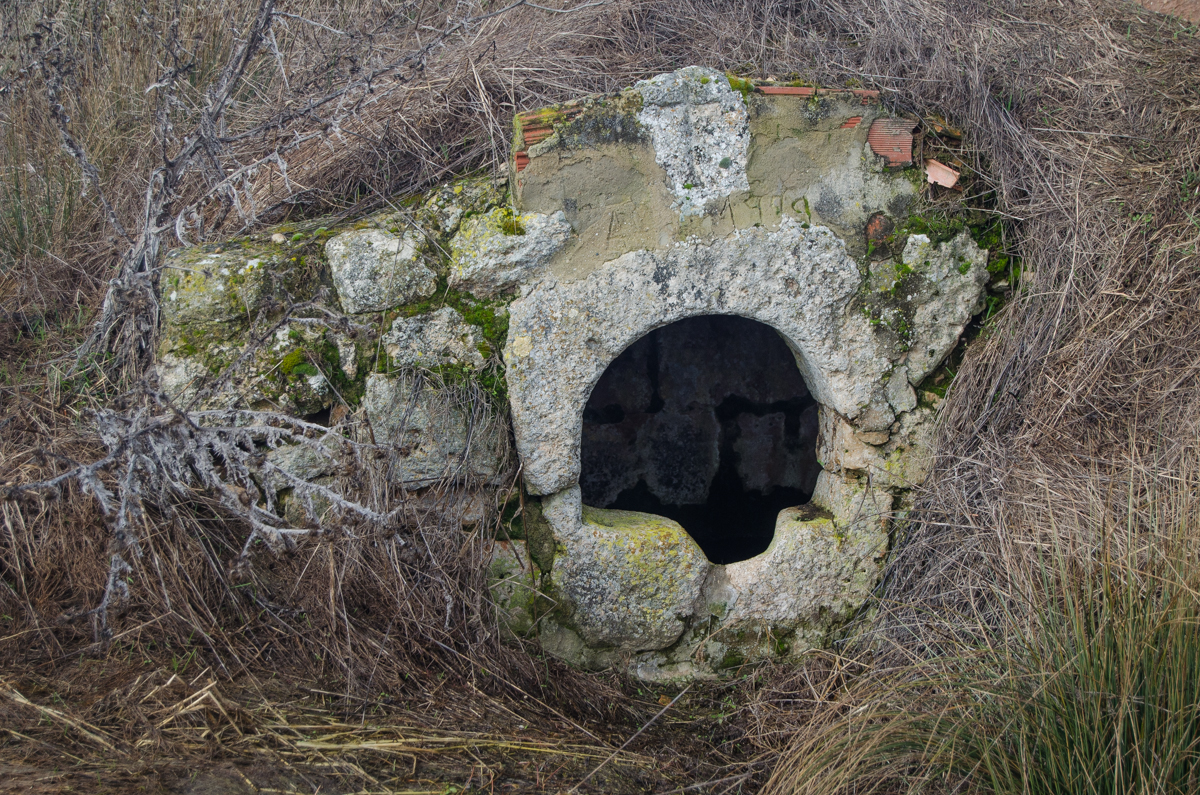
Fuente vieja.

Iglesia de Santa Cecilia Iglesia de una sola nave con elementos constructivos y añadidos de diferentes épocas y estilos. La cabecera, datada en el siglo XVII, es cuadrada con contrafuertes. La torre, de fábrica sencilla del siglo XVIII, se localiza a los pies. Capilla del siglo XVI adosada a uno de los laterales, con contrafuertes en esquinas. En el lateral principal se abre una portada barroca fechada en 1678. En la nave se documentan restos de canes toscos románicos tardíos realizados en torno al siglo XIII. Cuenta con otros añadidos en el lateral posterior de estilo popular. En el sur hay un pequeño atrio con cerca de piedra con acceso a través de una escalinata y arco de medio punto localizados en el lateral este.

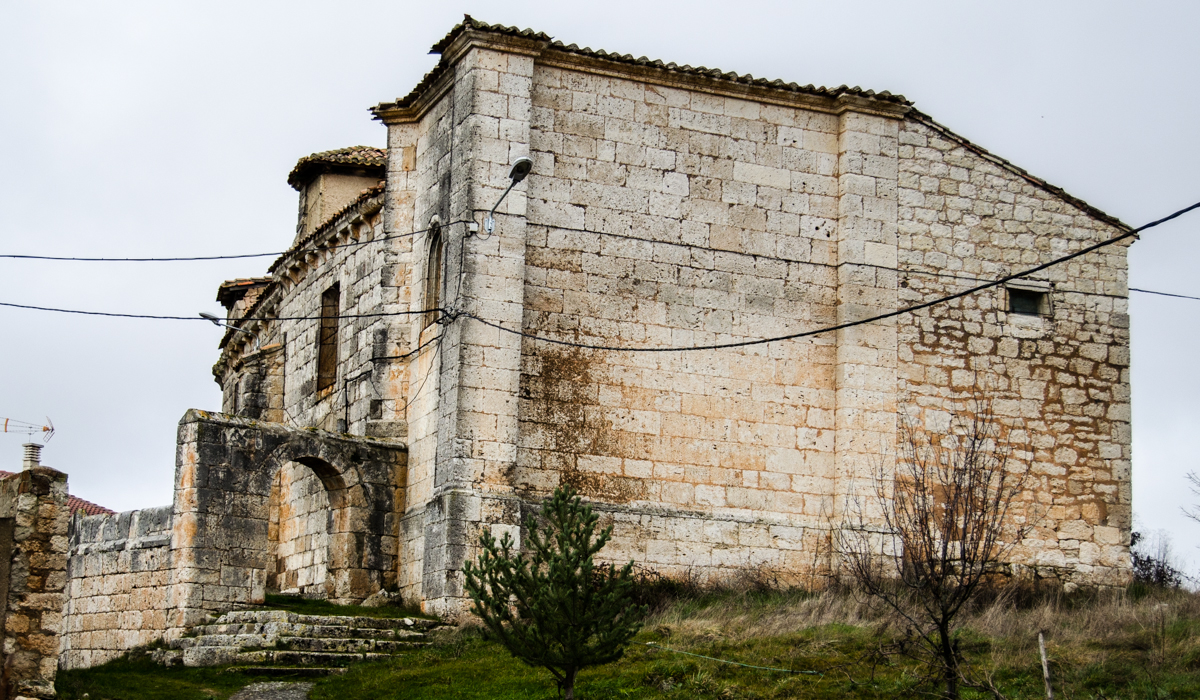
Iglesia de Santa Cecilia. Este y sur.
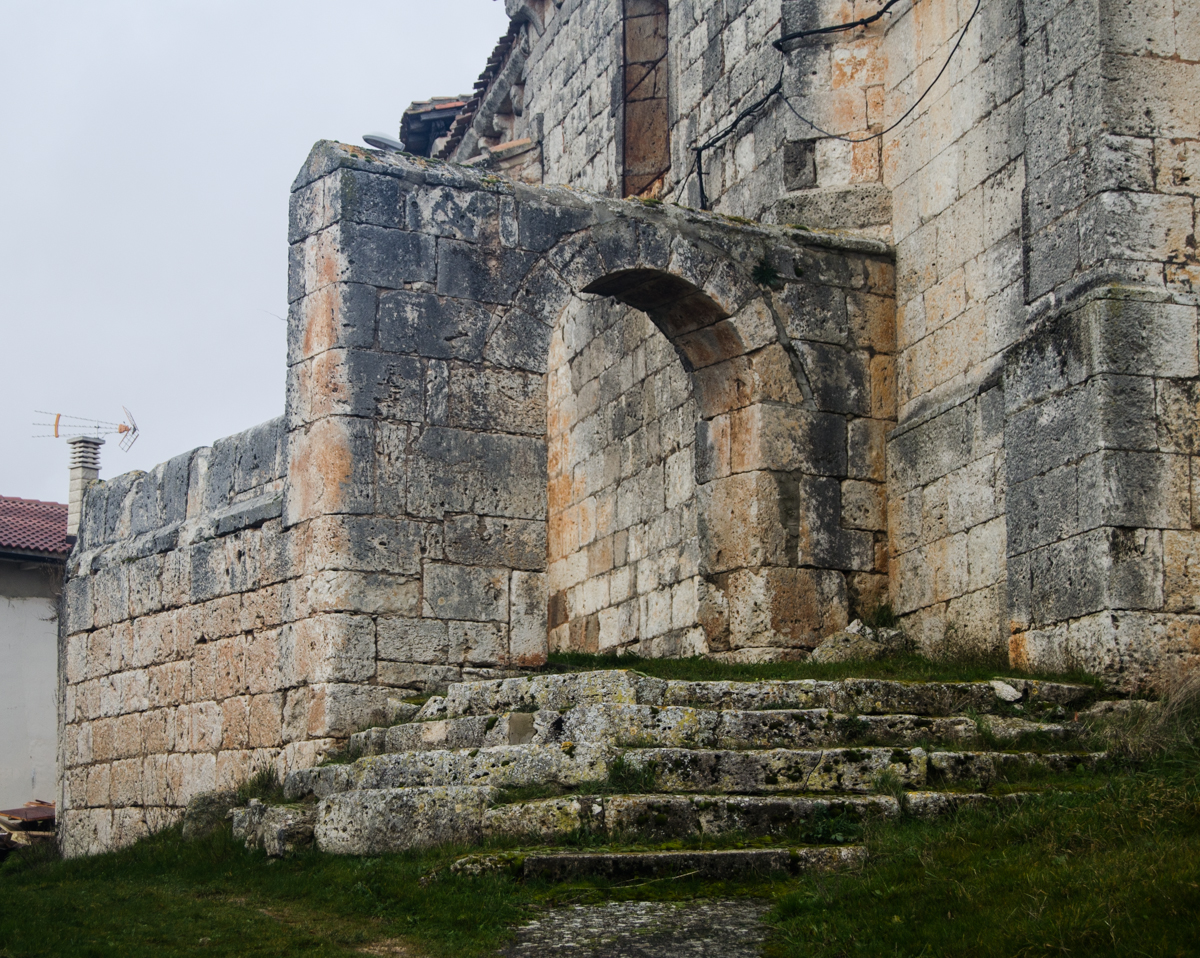
Acceso al atrio.
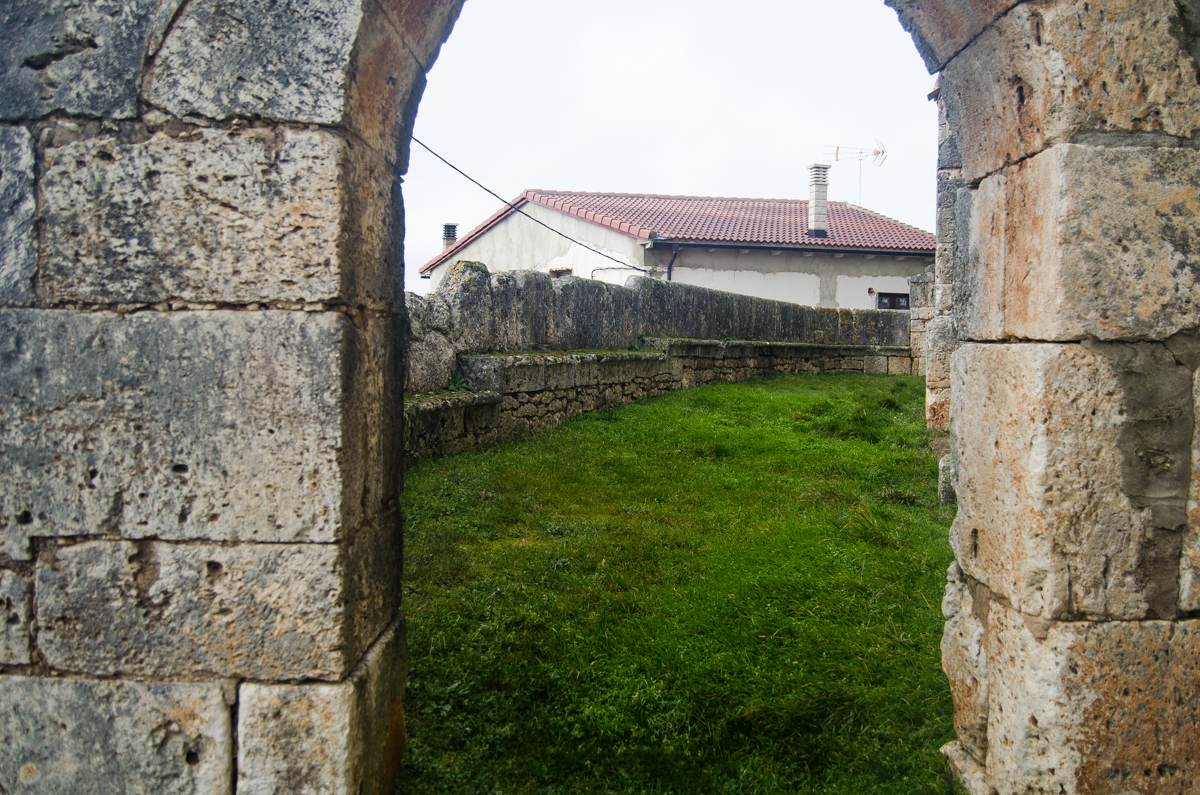
Acceso al atrio.
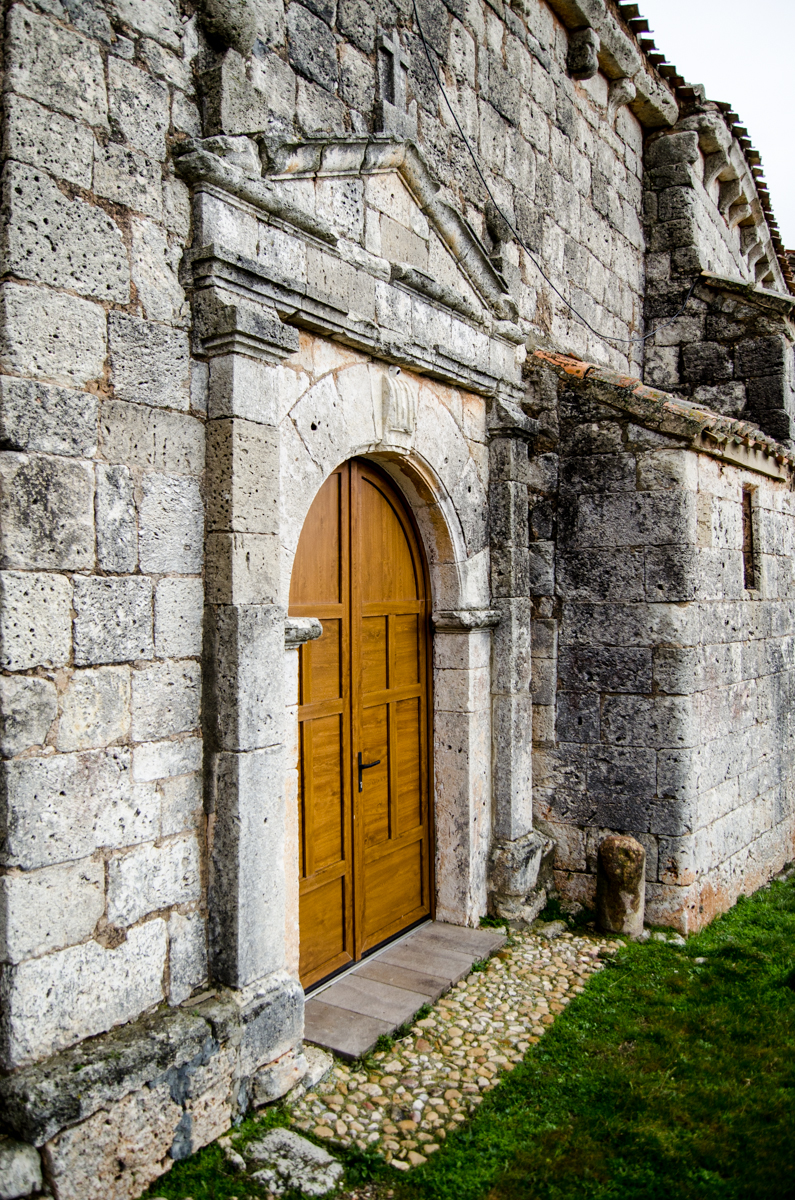
Portada renacentista.
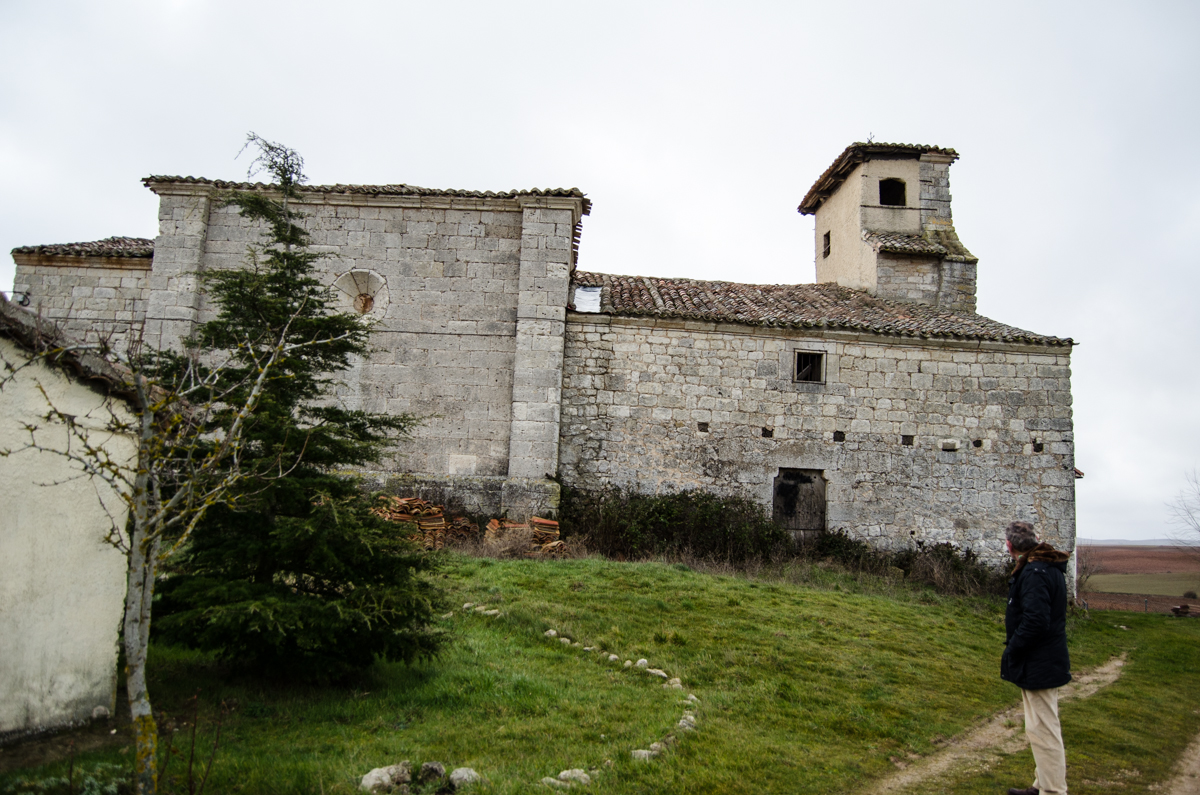
Fachada sur, espadaña y habitáculo para el toque de campanas.

Conjunto urbano medieval y renacentista Del Bajo Imperio romano el número de estaciones arqueológicas existentes en el municipio de Villadiego resulta notablemente mayor que de la etapa romana precedente, con establecimientos rurales y otros tipo villae de los que apenas se dispone de información a falta de estudios sistemáticos. Estos enclaves, algunas veces ocupando antiguos asentamientos altoimperiales y luego ocupados por establecimientos medievales, jalonan el territorio, siendo el conjunto de Barruelo de Villadiego el más expresivo por su número y extensión.
Fuente viejaSituada a la entrada del pueblo, a mano derecha antes de llegar al pueblo. Es manantial y la fuente está trabajada con piedra en estilo románico.
- Fuente vieja.
- Fuente vieja.

Puente considerado romano con calzada Entre las fichas del Inventario de Bienes de interés Histórico Artístico figura un puente considerado romano con calzada, en la cual está incluida una fuente con bóveda. Estas estructuras desaparecieron hace unos años como consecuencia del arreglo del camino en que se ubicaban.
Reloj de Sol de la Casa de Antonina Es de un modelo que se repite con frecuencia en las iglesias del sur de Cantabria. La construcción en piedra y los relojes son indicios del trabajo de algún cantero cántabro en Barruelo de Villadiego. En la iglesia del cercano pueblo de Amaya se encuentra otro reloj de sol del mismo modelo. Numerado en arábigos, de 6 de la mañana a 6 de la tarde. Líneas cortas de medias horas. Varilla de perfil plano de dos apoyos en `Y’. Está restaurada; unida mediante trabajo de forja y sujeta con argamasa. La colocaron mal: la prolongación de la varilla no coincide con el polo.

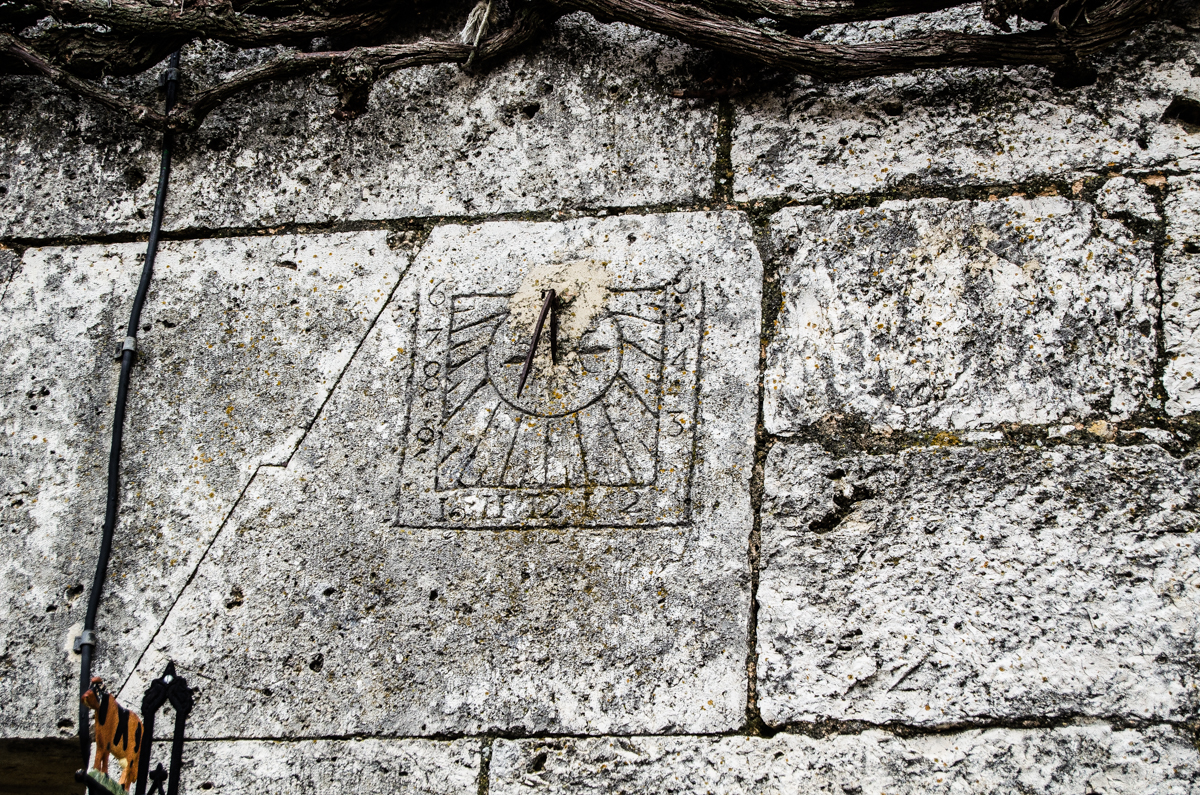
Reloj de sol de casa de Antonina.
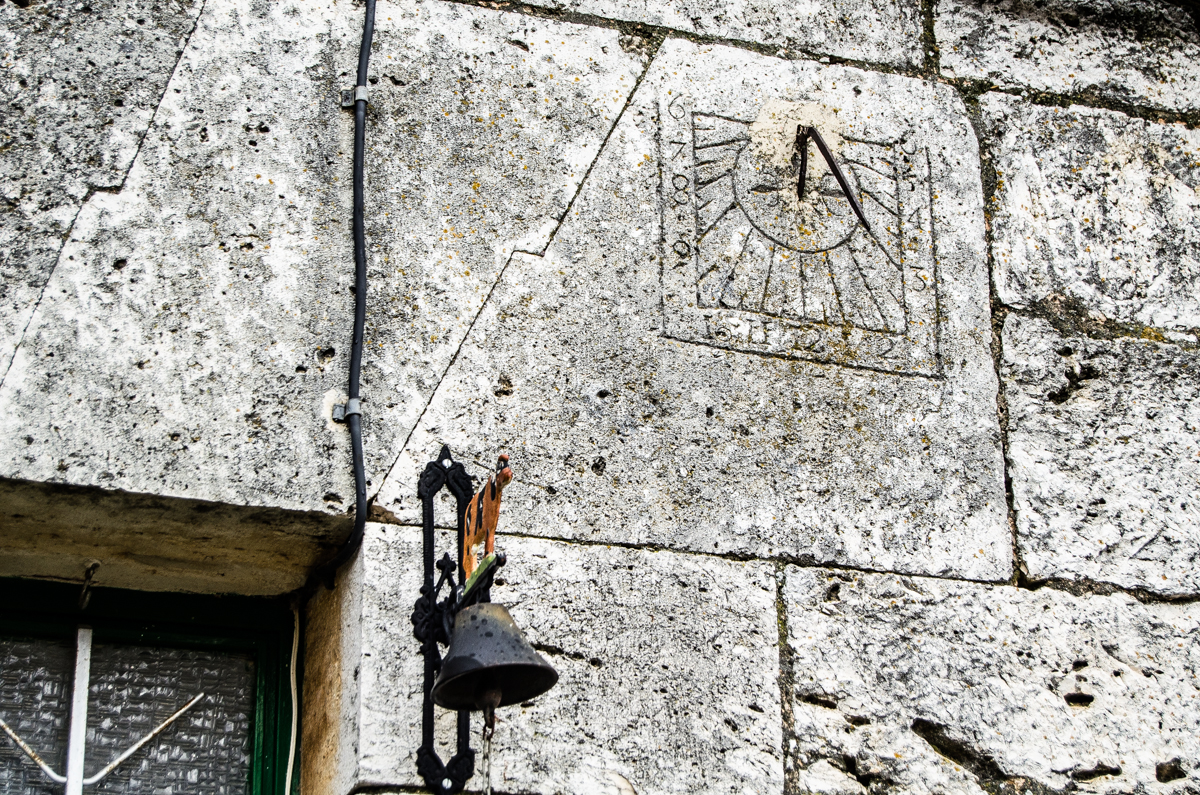
Reloj de sol de casa de Antonina.

Reloj de Sol de la Casa Rectoral Es una mala copia del reloj de sol la casa de Antonina. Las dos líneas de las seis quedan, igual que ocurre en el ejemplar n.º 2 de la iglesia de Amaya, por encima de la horizontal que pasa por el polo. El uso de la cifra 4 de grafía abierta no se generaliza hasta el siglo XIX (17 ejemplares en el Inventario de relojes fechados). En el siglo XVIII solamente lo hemos visto el reloj de Asarta (Navarra). Traza de 10 sectores numerados de 7 de la mañana a 5 de la tarde. Las líneas de las 7 de la mañana y las 5 de la tarde no convergen en el polo. Doble círculo grabado en el interior del reloj sin función aparente, dado que las líneas horarias lo atraviesan. Varilla de un solo apoyo repuesta.

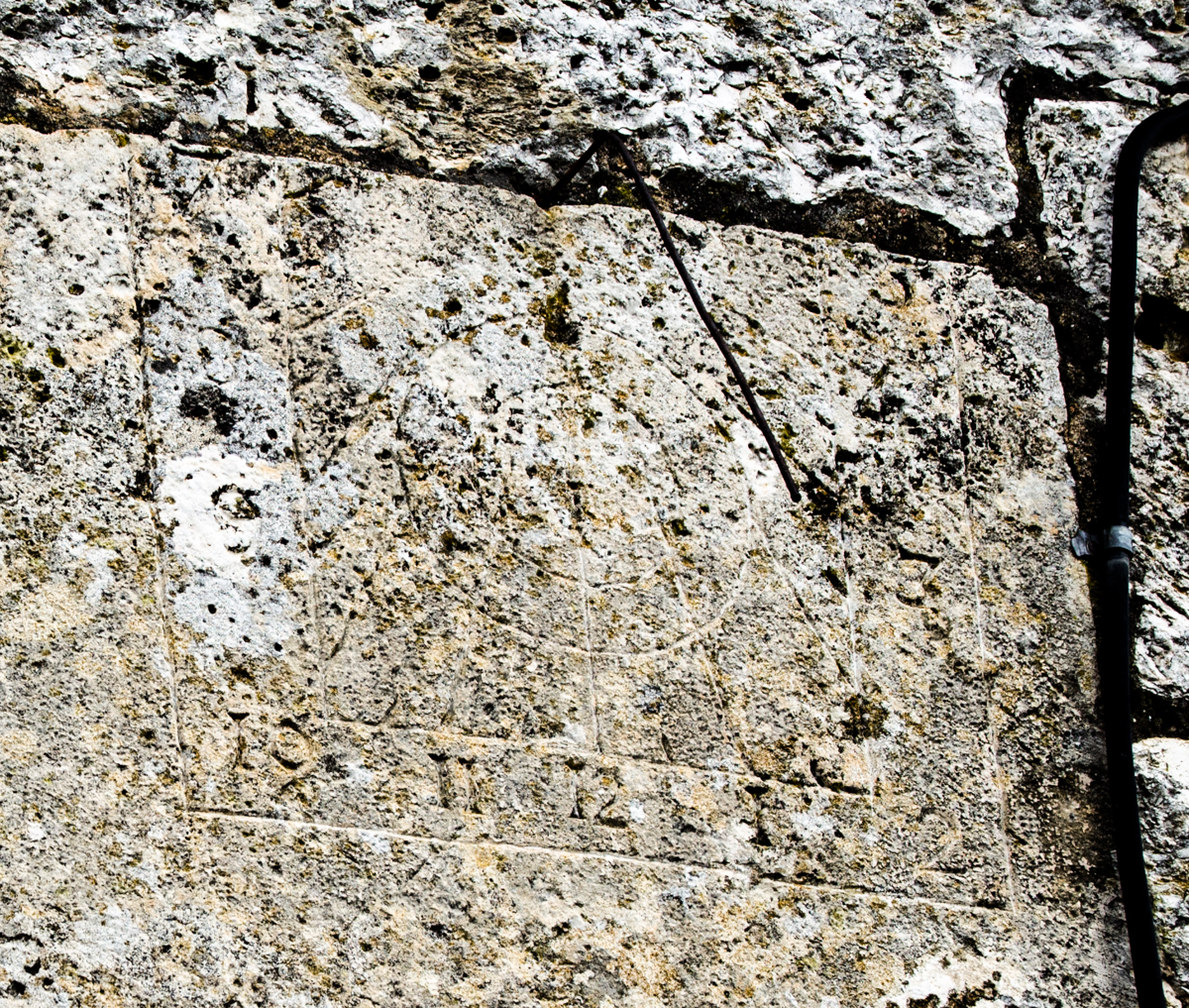
Reloj de sol de casa rectoral.
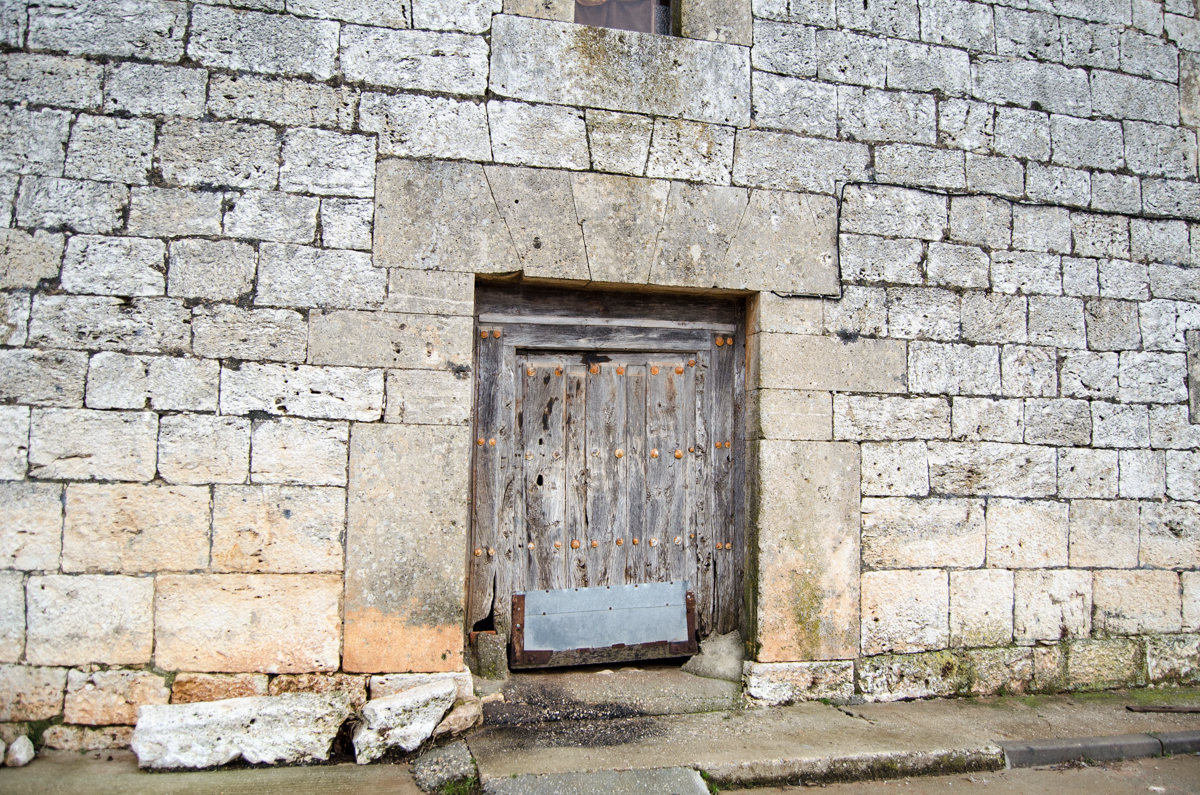
Fachada de la casa rectoral, con reloj de sol.

## Fiestas
Santa Cecilia el 22 de noviembre.